# Campeonato de Fórmula Regional Europea

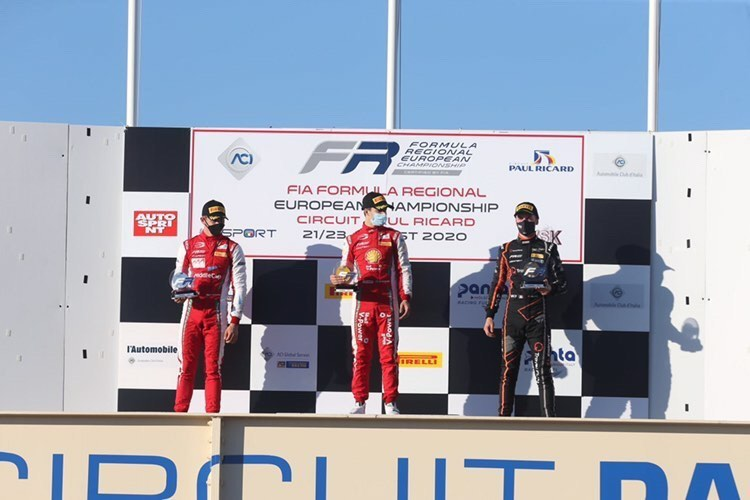
Podio en Paul Ricard 2020.

El Campeonato de Fórmula Regional Europea (oficialmente Formula Regional European Championship by Alpine) es una competición de automovilismo de velocidad fundada en 2018. Es organizada por Automobile Club d'Italia y el promotor de karting WSK.
El campeonato cuenta con ocho rondas en circuitos de Europa, con la mitad de ellas en Italia. El monoplaza es un Tatuus T-318 con motor Alfa Romeo de 270 hp. Otorga puntos para la superlicencia de la FIA a los nueve mejores clasificados, incluyendo 25 para el campeón.
Desde 2021 el campeonato es propulsado por motores de marca Alpine, y está fusionado con la Eurocopa de Fórmula Renault.

## Campeones

### Pilotos
| Año  | Piloto                | Escudería       | Puntos | Margen | Segundo              | Tercero          | Ref.   |
| ---- | --------------------- | --------------- | ------ | ------ | -------------------- | ---------------- | ------ |
| 2019 | Frederik Vesti        | Prema Powerteam | 467    | 131    | Enzo Fittipaldi      | Igor Fraga       | [ 7 ]  |
| 2020 | Gianluca Petecof      | Prema Powerteam | 359    | 16     | Arthur Leclerc       | Oliver Rasmussen | [ 8 ]  |
| 2021 | Grégoire Saucy        | ART Grand Prix  | 277    | 68     | Hadrien David        | Paul Aron        | [ 9 ]  |
| 2022 | Dino Beganovic        | Prema Racing    | 282    | 40     | Gabriele Minì        | Paul Aron        | [ 10 ] |
| 2023 | Andrea Kimi Antonelli | Prema Racing    | 300    | 39     | Martinius Stenshorne | Tim Tramnitz     | [ 11 ] |
| 2024 | Rafael Câmara         | Prema Racing    | 306    | 73     | James Wharton        | Tuukka Taponen   | [ 12 ] |

### Novatos
| Año  | Piloto               | Escudería       | Puntos | Margen | Segundo           | Tercero           |
| ---- | -------------------- | --------------- | ------ | ------ | ----------------- | ----------------- |
| 2019 | Frederik Vesti       | Prema Powerteam | 506    | 125    | Enzo Fittipaldi   | David Schumacher  |
| 2020 | Gianluca Petecof     | Prema Powerteam | 430    | 43     | Oliver Rasmussen  | Arthur Leclerc    |
| 2021 | Isack Hadjar         | R-ace GP        | 141    | 29     | Gabriele Minì     | Dino Beganovic    |
| 2022 | Leonardo Fornaroli   | Trident         | 83     | 4      | Joshua Dufek      | Sebastián Montoya |
| 2023 | Martinius Stenshorne | R-ace GP        | 261    | 150    | Alessandro Giusti | Maya Weug         |
| 2024 | Noah Strømsted       | RPM             | 121    | 24     | Evan Giltaire     | Pedro Clerot      |

### Escuderías
| Año  | Escudería       | Puntos | Margen | Segunda        | Tercera               |
| ---- | --------------- | ------ | ------ | -------------- | --------------------- |
| 2019 | Prema Powerteam | 870    | 390    | DR Formula     | US Racing             |
| 2020 | Prema Powerteam | 842    | 347    | KIC Motorsport | Van Amersfoort Racing |
| 2021 | R-ace GP        | 481    | 59     | ART Grand Prix | Prema Powerteam       |
| 2022 | Prema Racing    | 531    | 110    | R-ace GP       | ART Grand Prix        |
| 2023 | Prema Racing    | 512    | 2      | R-ace GP       | Van Amersfoort Racing |
| 2024 | Prema Racing    | 575    | 264    | R-ace GP       | Van Amersfoort Racing |